# Brăduleț
Brăduleț est une commune roumaine située dans le județ d'Argeș.